# Copa Pepsi

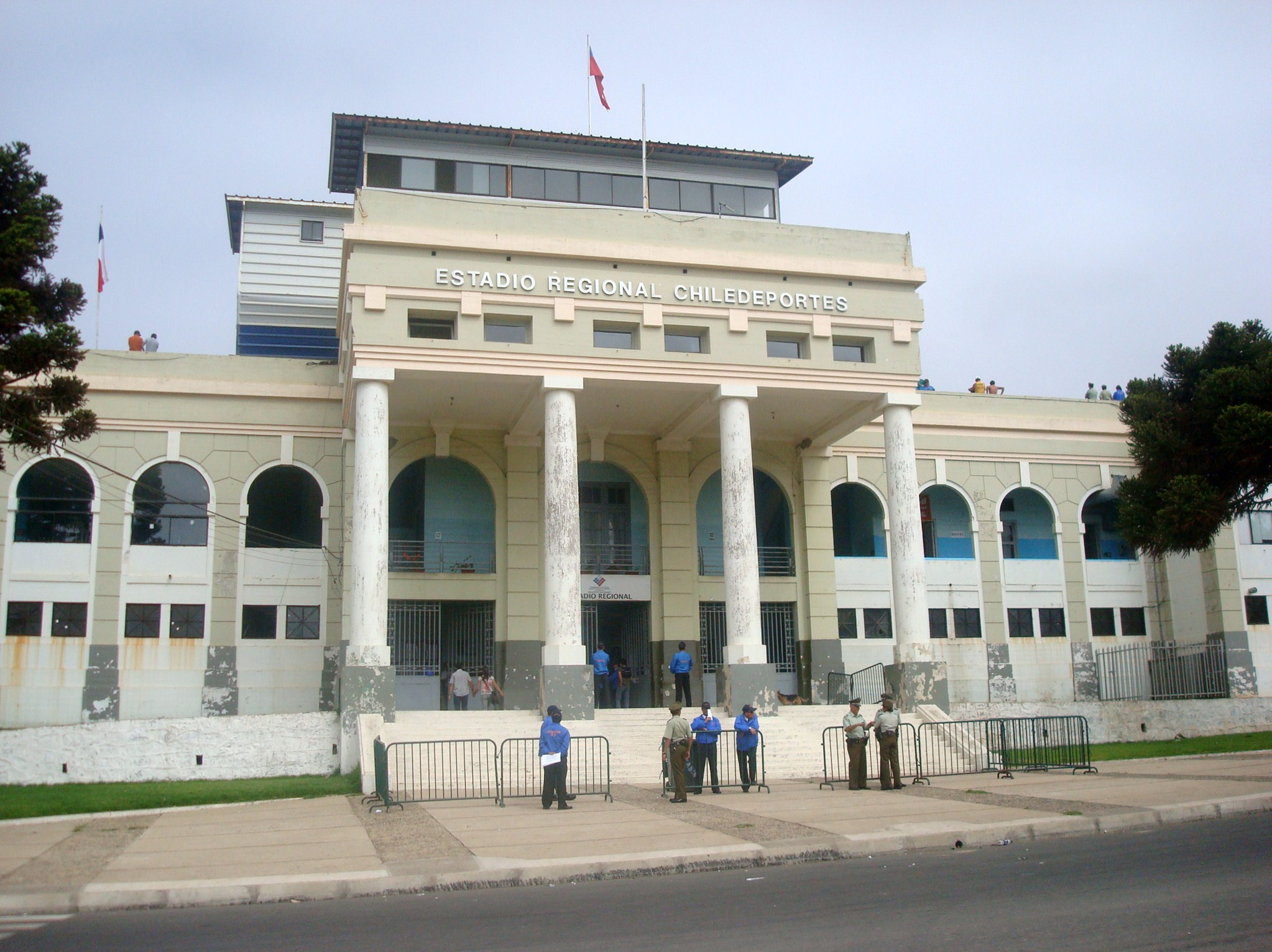
Entrada del Estadio Playa Ancha, el cual albergó el Clásico del fútbol chileno en la primera edición del torneo amistoso.

La Copa Pepsi fue un torneo de fútbol amistoso patrocinado por la bebida del mismo nombre en el año 2001, que consistió en la disputa de dos partidos en los que participó Universidad de Chile: el primero ante Colo-Colo en el Estadio Playa Ancha de Valparaíso, y el segundo ante Deportes Concepción en el Estadio Sausalito de Viña del Mar.
En ambas ediciones Universidad de Chile obtuvo el título, tras ganar por 2-1 a su tradicional rival y por 3-1 al cuadro penquista.

## Equipos participantes
- Colo-Colo
- Deportes Concepción
- Universidad de Chile

## Primera edición
El partido lo ganó Universidad de Chile por 2-1, obteniendo así el primer título de la Copa Pepsi.
| Copa Pepsi I edición; 28 de enero de 2001 | Universidad de Chile              | 2:1 (1:1) | Colo-Colo       | Estadio Playa Ancha, Valparaíso (Chile) |  |
|                                           | Marcos González 34' · Barrera 80' | Reporte   | S. González 35' |                                         |  |

### Campeón
| Campeón Universidad de Chile |

## Segunda edición
Inicialmente el encuentro iba a consistir en un Clásico Universitario, entre Universidad de Chile y Universidad Católica, sin embargo este último decidió no presentarse, arriesgando acciones legales en su contra por parte de la productora Mercom. Finalmente, Deportes Concepción jugó en lugar de la «UC».
El partido lo ganó Universidad de Chile por 3-1, obteniendo así el segundo título de la Copa Pepsi.
| Copa Pepsi II edición; 11 de febrero de 2001 | Universidad de Chile                      | 3:1 (0:1) | Deportes Concepción | Estadio Sausalito, Viña del Mar (Chile) |  |
|                                              | Arancibia 47' · Barrera 73' · Pizarro 83' | Reporte   | Paulista 43' (pen.) |                                         |  |

### Campeón
| Campeón Universidad de Chile |